# B-pirazolilalanin sintaza
B-pirazolilalanin sintaza (EC 2.5.1.51, beta-(1-pirazolil)alanin sintaza, beta-pirazolealanin sintaza, beta-pirazolilalanin sintaza (acetilserin), O3-acetil-L-serin acetat-lijaza (dodaje pirazol), BPA-sintaza, pirazolealanin sintaza, pirazolilalaninaza, 3-O-acetil-L-serin:pirazol 1-(2-amino-2-karboksietil)transferaza) je enzim sa sistematskim imenom O3-acetil--serin:pirazol 1-(2-amino-2-karboksietil)transferaza. Ovaj enzim katalizuje sledeću hemijsku reakciju
O3-acetil-L-serin + pirazol {\displaystyle \rightleftharpoons } 3-(pirazol-1-il)-L-alanin + acetat
Ovaj enzim je visoko specifičan za acetilserin i pirazol.

## Literatura
- Nicholas C. Price; Lewis Stevens (1999). Fundamentals of Enzymology: The Cell and Molecular Biology of Catalytic Proteins (Third изд.). USA: Oxford University Press. ISBN 019850229X.
- Eric J. Toone (2006). Advances in Enzymology and Related Areas of Molecular Biology, Protein Evolution (Volume 75 изд.). Wiley-Interscience. ISBN 0471205036.
- Branden C; Tooze J. Introduction to Protein Structure. New York, NY: Garland Publishing. ISBN 0-8153-2305-0.
- Irwin H. Segel. Enzyme Kinetics: Behavior and Analysis of Rapid Equilibrium and Steady-State Enzyme Systems (Book 44 изд.). Wiley Classics Library. ISBN 0471303097.

## Spoljašnje veze
- Beta-pyrazolylalanine+synthase на 